# 피아노 소나타 5번 (모차르트)
볼프강 아마데우스 모차르트의 피아노 소나타 5번 G장조, K. 283 / 189h는 세 악장으로 구성된 피아노 소나타이다. 
1. Allegro
2. Andante (in C major)
3. Presto

이 소나타는 모차르트가 1770년대 중반에 출판한 최초의 소나타 그룹의 일부이다. 1악장은 간결한 소나타-알레그로 악장으로 재료의 절약이 특징이다. 발전부는 길이가 18마디에 불과하다.
이 작품은 모차르트가 1774년 말부터 이듬해 3월 초까지 뮌헨에 방문했을 때 작곡되었다.